# Погружённое скопление

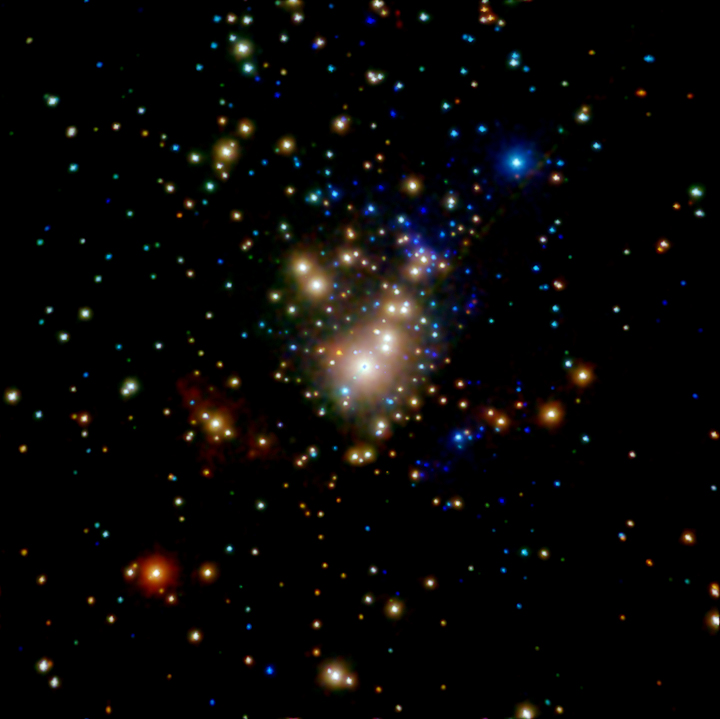
Погружённое скопление Трапеция, наблюдения в рентгеновском диапазоне.

Погружённое скопление (англ. Embedded cluster) — рассеянное звёздное скопление, погружённое в родительское молекулярное облако. Обычно такие скопления представляют собой области активного звездообразования, формируя звёзды приблизительно одинакового возраста и химического состава. Вследствие наличия плотного вещества, окружающего звёзды, их сложнее наблюдать в видимом диапазоне спектра, но в инфракрасном и рентгеновском диапазонах звёзды видны сквозь окружающее вещество. Поглощение света в направлении таких скоплений в видимой части спектра может достигать от 3 до 20 звёздных величин. В Млечном Пути погружённые скопления можно обнаружить, в основном, в галактическом диске и вблизи центра Галактики, где протекает основное активное звездообразование.
Размеры звёзд, формирующихся в погружённых скоплениях, распределены в соответствии с начальной функцией масс, при этом в расчёте на одну звезду большой массы приходится много маломассивных звёзд. Тем не менее, массивные звёзды спектральных классов O и B, гораздо более горячие и яркие, чем маломассивные звёзды, создают непропорционально большое воздействие на межзвёздную среду, ионизируя газ вокруг них и создавая области HII. С погружёнными скоплениями связывают ультракомпактные области HII, вероятные предшественники массивных протозвёзд.
Характерные размеры погружённых скоплений составляют 0,3—1 пк, а массы лежат в диапазоне от 20 до 1000 масс Солнца. Плотность погружённых скоплений относительно велика: от 10 до 1000 масс Солнца в кубическом парсеке пространства. Исследования показывают, что сразу после формирования погружённых скоплений в них наблюдается ядро, а также проявляются признаки сегрегации масс.
С течением времени давление излучения рассеет молекулярное облако, после чего скопление станет обычным рассеянным скоплением.
В числе известных погружённых скоплений можно упомянуть скопление Трапеция в туманности Ориона, L1688 в молекулярном облаке Ро Змееносца, NGC 2244 в туманности Розетка, скопление в Трёхраздельной туманности, NGC 6611 в туманности Орёл и Трюмплер 14, 15 и 16 в туманности Киля.